# Weiningen
Weiningen é uma comuna da Suíça, no Cantão Zurique, com cerca de 3.917 habitantes. Estende-se por uma área de 5,41 km², de densidade populacional de 724 hab/km². Confina com as seguintes comunas: Dällikon, Dietikon, Geroldswil, Oetwil an der Limmat, Regensdorf, Unterengstringen.
A língua oficial nesta comuna é o Alemão.